# Estación de Ciudad de los Ángeles
Ciudad de los Ángeles es una estación de la línea 3 del Metro de Madrid situada bajo en el distrito de Villaverde, bajo la Avenida de Andalucía a la altura de poco más del km 7 de la antigua N-IV, cerca de la autopista de circunvalación M-40. La estación da servicio a los barrios de Ciudad de los Ángeles y El Espinillo.

## Historia
La estación fue inaugurada junto con el resto de la ampliación de la línea 3 el 21 de abril de 2007.
Antes de que los nombres de las estaciones del distrito de Villaverde estuvieran aclarados, hubo una gran polémica por el nombre de esta estación, ya que se lo disputaban entre los barrios de Ciudad de los Ángeles y El Espinillo. El nombre final fue comunicado por la presidenta de la comunidad Esperanza Aguirre en octubre de 2006.

## Accesos
Vestíbulo Ciudad de los Ángeles
- Paseo Gigantes y Cabezudos Pº Gigantes y Cabezudos (frente al N.º 12)
- Ascensor Pº Gigantes y Cabezudos (frente al N.º 12)
- Tertulia C/ Tertulia (frente al N.º 17)

## Líneas y conexiones

### Metro
| << cabecera | < estación            | Línea | estación >         | cabecera >> |
| ----------- | --------------------- | ----- | ------------------ | ----------- |
| El Casar    | Villaverde Bajo-Cruce |       | San Fermín-Orcasur | Moncloa     |

### Autobuses
| Diurnos |                                              |                                            |
| Línea   | Destino                                      | Parada                                     |
| 22      | Villaverde Alto (Estación Metro / Cercanías) | 1172 AVENIDA DE ANDALUCÍA-CENTRO COMERCIAL |
| 59      | San Cristóbal                                | 1172 AVENIDA DE ANDALUCÍA-CENTRO COMERCIAL |
| 79      | Villaverde Alto (Plaza de Ágata)             | 1172 AVENIDA DE ANDALUCÍA-CENTRO COMERCIAL |
| 85      | Butarque                                     | 1172 AVENIDA DE ANDALUCÍA-CENTRO COMERCIAL |
| 22      | Legazpi                                      | 1773 AVENIDA DE ANDALUCÍA-CENTRO COMERCIAL |
| 59      | Estación de Atocha                           | 1773 AVENIDA DE ANDALUCÍA-CENTRO COMERCIAL |
| 79      | Legazpi                                      | 1773 AVENIDA DE ANDALUCÍA-CENTRO COMERCIAL |
| 85      | Estación de Atocha                           | 1773 AVENIDA DE ANDALUCÍA-CENTRO COMERCIAL |

| Diurnos   |                          |                                        |                           |
| Línea     | Destino                  | Parada                                 | Operador                  |
| 411       | Getafe - Perales del Río | 1172 AV.ANDALUCÍA-VERBENA DE LA PALOMA | La Veloz, S.A.            |
| 421       | Pinto                    | 1172 AV.ANDALUCÍA-VERBENA DE LA PALOMA | AISA                      |
| 422       | Valdemoro                | 1172 AV.ANDALUCÍA-VERBENA DE LA PALOMA | AISA                      |
| 424       | Valdemoro (El Restón)    | 1172 AV.ANDALUCÍA-VERBENA DE LA PALOMA | AISA                      |
| 426       | Ciempozuelos             | 1172 AV.ANDALUCÍA-VERBENA DE LA PALOMA | AISA                      |
| 447       | Getafe (Hospital)        | 1172 AV.ANDALUCÍA-VERBENA DE LA PALOMA | Avanza Movilidad Integral |
| 448       | Getafe (por Villaverde)  | 1172 AV.ANDALUCÍA-VERBENA DE LA PALOMA | Avanza Movilidad Integral |
| 411       | Madrid (Legazpi)         | 1173 AV.ANDALUCÍA-CONCILIACIÓN         | La Veloz, S.A.            |
| 421       | Madrid (Legazpi)         | 1173 AV.ANDALUCÍA-CONCILIACIÓN         | AISA                      |
| 422       | Madrid (Legazpi)         | 1173 AV.ANDALUCÍA-CONCILIACIÓN         | AISA                      |
| 424       | Madrid (Legazpi)         | 1173 AV.ANDALUCÍA-CONCILIACIÓN         | AISA                      |
| 426       | Madrid (Legazpi)         | 1173 AV.ANDALUCÍA-CONCILIACIÓN         | AISA                      |
| 447       | Madrid (Legazpi)         | 1173 AV.ANDALUCÍA-CONCILIACIÓN         | Avanza Movilidad Integral |
| 448       | Madrid (Legazpi)         | 1173 AV.ANDALUCÍA-CONCILIACIÓN         | Avanza Movilidad Integral |
| Nocturnos |                          |                                        |                           |
| Línea     | Destino                  | Parada                                 | Operador                  |
| N401      | Pinto - Valdemoro        | 1172 AV.ANDALUCÍA-VERBENA DE LA PALOMA | AISA                      |
| N402      | Ciempozuelos - Aranjuez  | 1172 AV.ANDALUCÍA-VERBENA DE LA PALOMA | AISA                      |
| N401      | Madrid (Atocha)          | 1173 AV.ANDALUCÍA-CONCILIACIÓN         | AISA                      |
| N402      | Madrid (Atocha)          | 1173 AV.ANDALUCÍA-CONCILIACIÓN         | AISA                      |